# Beierochelifer anatolicus
Espèce
Synonymes
- Rhacochelifer anatolicus Beier, 1949

Beierochelifer anatolicus est une espèce de pseudoscorpions de la famille des Cheliferidae.

## Distribution
Cette espèce se rencontre en Turquie et en Grèce.

## Étymologie
Son nom d'espèce lui a été donné en référence au lieu de sa découverte, l'Anatolie.

## Publication originale
- Beier, 1949 : Türkiye Psevdoscorpion'lari hakkinda. Türkische Pseudoscorpione. Revue de la Faculté des Sciences de l'Université d'Istanbul, sér. B, vol. 14, p. 1-20.